# برببر (كورنوال)
برببر (بالإنجليزية: Berepper)‏ هي قرية تقع في المملكة المتحدة في كورنوال.